# Battaglia di Missionary Ridge
La battaglia di Missionary Ridge fu combattuta il 25 novembre del 1863, come parte della campagna di Chattanooga nell'ambito del Teatro Occidentale della guerra di secessione americana.
Dopo la vittoria conseguita dalle truppe dell'Unione nella battaglia di Lookout Mountain avvenuta il giorno precedente, le forze congiunte della "Divisione militare del Mississippi" poste sotto il comando del Maggior generale Ulysses S. Grant assalirono in formazioni compatte l'altura del "Missionary Ridge sconfiggendo l'Armata confederata del Tennessee guidata dal generale Braxton Bragg e costringendolo a ritirarsi velocemente entro i confini della Georgia.
Già al primo mattino un folto gruppo dell'Armata del Tennessee diretto dal generale William Tecumseh Sherman tentò di catturare l'estremità settentrionale del crinale di "Missionary" denominato "Tunnel Hill", ma furono fermati dalla fiera resistenza oppostagli dalle divisioni di Patrick Ronayne Cleburne, William Henry Talbot Walker e Carter Littlepage Stevenson.
Nel pomeriggio Grant si preoccuperà del fatto che Bragg potesse riuscire a rafforzare il proprio fianco destro a spese di Sherman. Ordinò allora all'Armata del Cumberland di George H. Thomas di procedere in avanti e prendere possesso della 1ª linea avversaria di trincee dispiegata sul fondovalle, quindi di fermarsi lì per attendere ulteriori ordini. I soldati avanzarono e rapidamente respinsero i confederati al di fuori delle loro posizioni di partenza, ma saranno subito dopo fatti oggetto di un fuoco incrociato d'artiglieria allineato sulla cresta superiore del monte.
Giunti a questo punto, nel tentativo di sottrarsi agli spari che gli venivano rivolti contro, invece di arrestarsi continuarono l'attacco a passo di carica verso le altre 2 linee rimanenti, cercando rifugio vicino alla cresta superiore del Ridge; la linea superiore degli artiglieri e dei tiratori scelti sudisti era situata sul crinale geografico in prossimità della vetta piuttosto che su quello militarmente molto più vantaggioso appena al di sotto, lasciando in tal modo diversi punti ciechi di fronte a loro.
Questa seconda avanzata fu presa in considerazione e immediatamente realizzata autonomamente dai comandanti sul campo, ma anche da alcuni soldati i quali, rimasti isolati, cercarono un riparo dai colpi muovendosi sempre più in alto sul pendio. La mossa anticipatrice dell'Unione risulterà essere assai disorganizzata, ma ebbe un risultato dimostratosi efficace. Alla fine quella che avrebbe dovuto essere - come credeva fin dal principio lo stesso Grant - una linea confederata praticamente inattaccabile, verrà letteralmente travolta ed espugnata, accrescendo  il senso di panico e dispersione generati dalla fuga.
In combinazione con un'avanzata messa in atto a partire dall'estremità meridionale della cresta da parte delle divisioni di Joseph Hooker l'Unione sconfisse in una maniera determinante l'esercito di Bragg, che si troverà così costretto a retrocedere in una ritirata che si concluderà solo a Dalton (Georgia), ponendo al contempo fine all'assedio della città di Chattanooga e allo sgombero completo e definitivo del Tennessee della Confederate States Army.

## Antefatti

### Situazione militare
A seguito dell'esito disastroso conseguito nella battaglia di Chickamauga i 40 000 uomini dell'Armata del Cumberland guidati dal Maggior generale William Starke Rosecrans si ritirarono all'interno della città di Chattanooga; l'Armata confederata del Tennessee del generale Braxton Bragg cominciò allora a porla sotto Stato d' assedio, sotto la minaccia di far morire di fame le forze dell'Unione.
Le truppe sudiste si insediarono sulle cime di Missionary Ridge e Lookout Mountain, entrambe con delle vedute eccellenti sul centro urbano, sul fiume Tennessee che scorre poco più a Nord e quindi anche sulle principali linee di rifornimento nordista.
Al termine di settembre iniziarono ad abbattersi forti piogge, spazzando via lunghi tratti delle strade di montagna. Il 1° di ottobre la cavalleria confederata del generale Joseph Wheeler intercettò e danneggiò gravemente un convoglio di ben 800 carri - bruciandone a centinaia e facendo il tiro al bersaglio o prendendo a sciabolate altrettanti muli addetti ai trasporti - all'inizio del suo Raid compiuto nel corso del mese attraverso tutto il territorio del Tennessee con l'intento di tagliare le forniture.
Verso la fine di ottobre le razioni tipiche dei soldati federali erano "quattro pagnotte di pane duro e un quarto di carne di maiale" ogni tre giorni.
L'esercito dell'Unione invierà i rinforzi: il maggior generale Joseph Hooker con 15 000 uomini suddivisi in due Corpi dell'Armata del Potomac dalla Virginia e il generale William Tecumseh Sherman con ulteriori 20 000 effettivi da Vicksburg..
Intanto il giorno 17 di ottobre il generale Ulysses S. Grant aveva ricevuto il comando di tre distinti eserciti nel Teatro Occidentale della guerra di secessione americana, designati come Divisione militare del Mississippi; quindi si trasferì per rafforzare Chattanooga e sostituire Rosecrans con il maggiore George H. Thomas.
Quest'ultimo darà il via ad un'operazione anfibia a sorpresa sbarcando a '"Brown's Ferry" il 27 seguente; essa riaprirà il fiume Tennessee al controllo unionista riuscendo a collegare il suo esercito del Cumberland con la colonna di soccorso di Hooker posizionatasi a Sud-ovest della città, permettendo così a rifornimenti e rinforzi di confluire a Chattanooga su quella che verrà denominata il "Cracker Line".
Come risposta diretta Bragg ordinerà al Tenente generale James Longstreet di fare di tutto per allontanare i federali dalla "Lookout Valley". La successiva battaglia di Wauhatchie (28-29 ottobre) fu una dei pochi scontri campali della guerra combattuta esclusivamente di notte. Sherman giungerà invece a metà novembre.
I 3 generali assediati pianificarono presto un attacco contro il fianco della forza dispiegata da Bragg, con un assalto che avrebbe dovuto essere condotto da Sherman all'estremità settentrionale di "Missionary Ridge", integrato a sua volta da due delle divisioni di Thomas sull'Ala centrale nemica.
Hooker, invece di tentare di catturare la "Lookout Mountain" e poi attraversare la valle di Chattanooga fino all'interruzione della catena montuosa a Rossville (Georgia), non farà altro che inoltrare le sue truppe verso il centro avversario.
La forza di Sherman era pronta ad attraversare il fiume Tennessee all'alba del 24 di novembre. Il giorno precedente Grant ordinò a Thomas di avanzare a metà strada verso "Missionary Ridge" in una missione di ricognizione per poter determinare con approssimativa certezza l'effettivo dispiegamento confederato, oltre che per accertarsi che Bragg non avrebbe retrocesso in direzione di Knoxville, là dove Ambrose Burnside era stato minacciato seriamente da un distaccamento di J. Longstreet.
Thomas manderà oltre 14 000 uomini verso una collina minore chiamata "Orchard Knob" e invase le linee difensive sudiste. Grant però cambierà le proprie disposizioni ordinando al suo collega sottoposto di scavare una trincea e mantenere a tutti i costi la posizione.
Sorpreso dalla mossa di Thomas e rendendosi conto che il suo centro e la sua destra potevano essere più vulnerabili di quanto avesse pensato Bragg rapidamente riadattò la propria strategia militare; assegnò alla brigata di Warren Grigsby la cavalleria del Kentucky per fare da sentinella sulle sponde del fiume a Nord-est di Chattanooga e ordinò a Marcus Joseph Wright di portare la sua brigata di fanteria del Tennessee da Cleveland (Tennessee) in treno fino a Chickamauga.
Raggruppò tutte le unità a cui aveva recentemente richiesto la presenza se si trovavano entro una giornata di marcia. La divisione di Patrick Ronayne Cleburne farà ritorno dalla stazione di Chickamauga quando era già calato il buio, dopo aver interrotto il processo di trasporto-merci ferroviario. Bragg cominciò quindi a ridurre la forza alla sua sinistra ritirando la divisione di William Henry Talbot Walker dalla base di "Lookout Mountain" e riposizionandola all'estrema destra del "Missionary Ridge", appena a Sud di "Tunnel Hill".
Incaricherà inoltre William Joseph Hardee di comandare il suo fianco destro ormai critico, assegnando invece l'Ala sinistra a Carter Littlepage Stevenson.

### Altre letture
- Horn, Stanley F. The Army of Tennessee: A Military History. Indianapolis: Bobbs-Merrill, 1941. OCLC 2153322.
- Sword, Wiley. Mountains Touched with Fire: Chattanooga Besieged, 1863. New York: St. Martin's Press, 1995. ISBN 0-312-15593-X.
- Watkins, Sam. Co. Aytch Maury Grays, First Tennessee Regiment or, A Side Show of the Big Show. Cumberland Presbyterian Publishing House, 1882. OCLC 43511251.